# 피라냐 바이츠
피라냐 바이츠 GmbH(Piranha Bytes GmbH)는 에센에 본사를 둔 독일의 비디오 게임 개발자였다. 이 회사는 고딕과 라이젠 롤플레잉 비디오 게임 시리즈로 가장 잘 알려져 있다.
피라냐 바이츠는 1997년 보훔에서 설립되었고 1999년 페노미디어에 인수되었다. 페노미디어가 2002년 5월 지급불능을 신청했을 때, 피라냐 바이츠 경영진은 스튜디오를 경영자매수했다. 엠브레이서 그룹의 일부인 THQ 노르딕은 2019년 5월 이 회사를 인수했다.
피라냐 바이츠는 2023년 12월부터 폐쇄 절차를 밟고 있는 것으로 알려졌다. 한 전 직원에 따르면 엠브레이서 그룹이 회사의 새 주인을 찾지 못해 2024년 6월 언젠가 문을 닫았다. 회사는 폐쇄에 대한 공식적인 발표를 거부했다.

## 역사
알렉스 브뤼게만, 미카엘 호게, 슈테판 눌, 톰 푸츠키는 1997년 보훔에서 피라냐 바이츠 소프트웨어 GmbH로 피라냐 바이츠를 설립했다. 1999년, 이 회사는 독일의 퍼블리셔 페노미디어의 완전한 자회사가 되었다. 피라냐 바이츠의 첫 번째 게임인 고딕은 2001년에 출시되었다. 그 직후, 브뤼게만은 더 작은 게임 프로젝트를 하기 위해 회사를 떠났고, 결국 The Settlers: Rise of an Empire를 디자인했다. 그는 3년간 암으로 투병하다 2013년 1월 19일 사망했다.
페노미디어의 재정 스캔들 이후, 모회사는 2002년 5월 지급불능을 신청했다. 피라냐 바이츠의 경영진은 그해 9월에 완료된 경영자매수를 수행하여, 고딕 시리즈의 권리를 포함한 스튜디오의 상표와 지식 재산권을 "피라냐 바이츠"를 상호로 채택한 새로운 법인인 Pluto 13 GmbH로 이전했다. 네 명의 원래 설립자 중 한 명만이 새로운 법인에 남았다. 2004년 3월, 피라냐 바이츠는 GAME 독일 게임 산업 연방 협회의 설립자 중 하나였다.
2019년 5월 22일, 엠브레이서 그룹의 일부인 THQ 노르딕은 비공개 조건으로 스튜디오를 인수했다고 발표했다. 당시 피라냐 바이츠는 에센 사무실에 31명의 직원을 두고 있었다. 인수를 통해 회사는 피라냐 바이츠 GmbH로 재편되었다. 2021년 4월까지 33명의 직원을 가진 피라냐 바이츠는 독일에서 가장 큰 40대 비디오 게임 회사 중 하나였다.
2023년, 엠브레이서 그룹은 누적된 부채를 줄이기 위해 대규모 해고와 스튜디오 폐쇄를 포함한 비용 절감 조치를 시행하기 시작했다. THQ 노르딕은 그해 말 피라냐 바이츠의 구매자를 찾기 시작한 것으로 알려졌다. 이것이 성공적이지 못하자, 12월에 모든 직원을 해고하기 시작했으며, 이 과정은 2024년 1월 17일까지 진행되었고, 회사는 페이퍼 컴퍼니로 축소되었다. 스튜디오의 세 번째 ELEX 게임(코드명 WIKI6)의 상태는 알려지지 않았다. 개발에 €3.2 million를 지원한 독일 연방 경제 기후 보호부는 WIKI6를 웹사이트에서 잠시 제거했다가 다시 Currywurst로 복구했으며, 규모가 축소된 자매 스튜디오 피시랩스에서 취소된 프로젝트와는 달리 재정 지원 요청이 철회되지 않았다고 밝혔다.

### 폐쇄
2024년 1월 22일, 스튜디오는 공식 웹사이트에 미래 프로젝트를 위한 파트너를 찾을 것에 대한 낙관론을 표명하고 커뮤니티에 최신 정보를 제공할 것을 약속하는 메시지를 게시했다. 2024년 7월, 그러한 파트너를 찾지 못하여 스튜디오가 6월 말에 문을 닫았음이 확인되었다.
일부 전 직원은 독립 스튜디오인 Pithead를 설립했으며, 이 스튜디오는 피라냐 바이츠의 거의 초기부터 함께했던 부부인 비에른과 제니 판크라츠가 이끌고 있다. 이 작은 팀이 어떤 프로젝트를 진행할지는 아직 발표되지 않았다.
2025년 3월 10일, 피라냐 바이츠의 전 직원 4명은 새로운 독립 스튜디오인 브레인렉 게임스(Brainlag Games)의 설립을 발표했다. 이들의 첫 번째 게임인 Rootbound는 2026년에 출시될 예정이다.

## 게임
| 연도 | 제목                          | 플랫폼                                                                           |
| ---- | ----------------------------- | -------------------------------------------------------------------------------- |
| 2001 | 고딕                          | 닌텐도 스위치, Windows                                                           |
| 2002 | 고딕 II                       | 닌텐도 스위치, Windows                                                           |
| 2003 | Gothic II: Night of the Raven | 닌텐도 스위치, Windows                                                           |
| 2006 | Gothic 3                      | Windows                                                                          |
| 2009 | 라이젠                        | 닌텐도 스위치, 플레이스테이션 4, Windows, 엑스박스 360, 엑스박스 원              |
| 2012 | 라이젠 2: 다크 워터스         | 플레이스테이션 3, Windows, 엑스박스 360                                          |
| 2014 | 라이젠 3: 타이탄 로즈         | 플레이스테이션 3, 플레이스테이션 4, Windows, 엑스박스 360                        |
| 2017 | ELEX                          | 플레이스테이션 4, Windows, 엑스박스 원                                           |
| 2022 | ELEX II                       | macOS, 플레이스테이션 4, 플레이스테이션 5, Windows, 엑스박스 원, Xbox Series X/S |